# 甄辅廷
甄辅廷是一名清朝政治人物。
甄辅廷曾于1794年接替胡志熊任南汇县知县一职，1795年由张桂林接任。